# Turn-Europameisterschaften 1955
Die ersten Turn-Europameisterschaften der Männer fanden 1955 in Frankfurt am Main statt. Insgesamt nahmen 35 Turner aus 20 Nationen an den Wettkämpfen teil. Dominierende Nation war die Sowjetunion, die sechs Goldmedaillen gewinnen konnte, gefolgt von der westdeutschen Mannschaft mit zwei ersten Plätzen.

## Teilnehmer
| - Belgien - Bulgarien - BR Deutschland - Finnland - Frankreich - Italien - Jugoslawien | - Luxemburg - Norwegen - Österreich - Portugal - Saarland - Schweden | - Schweiz - Spanien - Tschechoslowakei - Sowjetunion - Ungarn - Vereinigtes Königreich |

## Ergebnisse

### Mehrkampf
| Rang | Athletin           | Punkte |
| ---- | ------------------ | ------ |
| 1    | Boris Schachlin    | 57.800 |
| 2    | Albert Asarjan     | 56.750 |
| 3    | Helmut Bantz       | 56.650 |
| 4    | Adalbert Dickhut   | 56.300 |
| …    |                    |        |
| 11   | Jack Günthard      | 54.850 |
| 14   | Hans Sauter        | 54.150 |
| 23   | Hans Eugster       | 50.950 |
| 30   | Heinz Osteheimer   | 47.100 |
| 31   | Alfred Wiederspoon | 46.700 |

### Gerätefinals Männer
| Rang | Athlet          | Punkte |
| ---- | --------------- | ------ |
| 1    | Boris Schachlin | 9.750  |
| 2    | Albert Asarjan  |        |
| 2    | Jan Cronstedt   |        |

| Rang | Athlet          | Punkte |
| ---- | --------------- | ------ |
| 1    | Helmut Bantz    | 9.750  |
| 1    | Boris Schachlin | 9.750  |
| 1    | Albert Asarjan  | 9.750  |

| Rang | Athlet           | Punkte |
| ---- | ---------------- | ------ |
| 1    | Adalbert Dickhut | 9.750  |
| 2    | Helmut Bantz     |        |
| 3    | Joseph Stoffel   |        |

| Rang | Athlet          | Punkte |
| ---- | --------------- | ------ |
| 1    | Albert Asarjan  | 9.850  |
| 2    | Helmut Bantz    |        |
| 2    | Vladimir Prorok |        |
| 2    | Boris Schachlin |        |

| Rang | Athlet          | Punkte |
| ---- | --------------- | ------ |
| 1    | Boris Schachlin | 9.750  |
| 2    | Jan Cronstedt   |        |
| 3    | Hans Sauter     |        |

| Rang | Athlet           | Punkte |
| ---- | ---------------- | ------ |
| 1    | Vladimir Prorok  | 9.750  |
| 2    | Jan Cronstedt    |        |
| 3    | Adalbert Dickhut |        |

## Medaillenspiegel
|      |                  |   |   |   |       |
| Rang | Land             |   |   |   | total |
| 1    | Sowjetunion      | 6 | 3 | - | 9     |
| 2    | BR Deutschland   | 2 | 2 | 2 | 6     |
| 3    | Tschechoslowakei | 1 | 1 | - | 2     |
| 4    | Schweden         | - | 3 | - | 3     |
| 5    | Luxemburg        | - | - | 1 | 1     |
| 5    | Österreich       | - | - | 1 | 1     |